# Sertularia frigida
Sertularia frigida är en nässeldjursart som beskrevs av Eberhard Stechow 1921. Sertularia frigida ingår i släktet Sertularia och familjen Sertulariidae. Inga underarter finns listade i Catalogue of Life.